# Antonio Miguel Carmona
Antonio Miguel Carmona Sancipriano (Madrid, 24 de enero de 1963) es profesor de Economía y político español, dirigente del PSOE, directivo de empresas multinacionales y emprendedor. Ha sido diputado autonómico, concejal y candidato a alcalde del Ayuntamiento de Madrid. También participó como analista de distintos programas de debate político en radio y televisión.
Fue vicepresidente de la multinacional eléctrica Iberdrola, segunda compañía eléctrica privada más grande del mundo, hasta que dejó el puesto el 26 de octubre de 2022 para hacerse cargo del servicio de prospección y análisis internacional de las inversiones de la compañía desde Londres Según la revista Forbes, fue considerado una de las 25 personas más influyentes en España.

## Biografía
Nació en Madrid el 24 de enero de 1963, en el barrio de Malasaña, en la misma casa en la que su abuelo, Miguel Carmona, sostenía una tertulia con miembros de la generación del 98.

### Profesor de Economía
Doctor en Ciencias Económicas, especializado en crecimiento económico y nuevas tecnologías. Con 21 años publicó su primer artículo sobre Robótica Industrial. Antes de finalizar la carrera ya colaboraba en el Departamento de Estructura Económica con investigaciones sobre tecnología y crecimiento. Discípulo de estructuralistas españoles como Ramón Tamames, Rafael Martínez Cortiña o José Luis Sampedro de quien Carmona escribió uno de sus obituarios en el diario El Mundo. Recibió el premio a la mejor tesis doctoral.
Comenzó como profesor en la Universidad Complutense de Madrid, habiendo impartido docencia en Extensión en la Universidad de Berkeley y en la Universidad de Santo Tomé en Mozambique, en ambos casos por un acuerdo con la universidad española. Es profesor de la Universidad CEU San Pablo.
Escribió en Estados Unidos la obra Economía e Innovación (Prensa y Ediciones Iberoamericanas, 1992), así como en España Economía para periodistas (FUSP, Madrid, 1996) y Economía Mundial (FUSP, Madrid, 1996). Muy querido por sus alumnos, según declaró la decana de su universidad al diario La Razón: «Antonio Miguel Carmona es uno de los profesores mejor valorados de toda la universidad». Formó parte del equipo de corrección de la traducción al español de la obra de Benjamin Bernanke, presidente de la Reserva Federal.
Presidente de la Asociación Española de la Singularidad, entiende la expansión exponencial de la tecnología y el nacimiento de la singularidad tecnológica como fuente para la abundancia y la suficiencia contra la pobreza y a favor de la sostenibilidad del planeta.
En otras disciplinas, con algo más de veinte años publicó un artículo titulado “Alfonso de Valdés: un erasmista en la Corte del Emperador Carlos”, por el que obtuvo el Premio Internacional Emperador Carlos V. Piloto y teniente del Ejército del Aire (RV) destina varias semanas al año a ser activado por las Fuerzas Armadas.
Actualmente forma parte del Consejo Asesor como miembro electivo de la Universidad a Distancia de Madrid.

### Dirigente político
Fundó con tan solo 14 años la revista 31 días. Carmona comenzó a militar en el Partido Socialista Obrero Español en 1986. Desde 1990 ha sido dirigente del PSM-PSOE y del Grupo Parlamentario Socialista, habiendo pertenecido también a la Ejecutiva Federal del PSOE.
Miembro de la dirección política del PSOE de Madrid durante los años 90 y del Comité Federal del PSOE estatal, trabajó próximo a los gobiernos de Joaquín Leguina. Amigo de Txiki Benegas, de José Luis Rodríguez Zapatero y de muchos dirigentes socialistas.
Ha colaborado con el Partido Demócrata de los Estados Unidos, participando en las campañas presidenciales de Bill Clinton y Barack Obama.12 En una entrevista se autodeclaró «socialdemócrata», «heredero de Bernstein» y «republicano».4 A las elecciones a la Asamblea de Madrid de 1999 y de 2011 concurrió en la lista del PSM-PSOE.13 Carmona fue secretario de Política Económica y Empleo del Partido Socialista de Madrid14, miembro del Comité Federal del PSOE y diputado autonómico en 1999-2003 y 2011-2015 de la Comunidad de Madrid3. Es presidente de la Fundación Socialdemócrata (Fundación de Análisis e Iniciativas Socialdemócratas).
Su labor como diputado se caracterizó por una incesante lucha contra la corrupción. Siendo el parlamentario que más veces intervino en la cámara durante la última legislatura en la que estuvo presente, insistió denunciando las actividades irregulares de Ignacio González y Francisco Granados. Llevado a los tribunales acusado de calumnias por el Partido Popular, Carmona denunció en juzgados y sede parlamentaria la impunidad. En ese sentido Carmona fue el primer político que reveló la situación de Caja Madrid y la de Bankia.
En una reunión del Grupo Parlamentario en 2000 se opuso, junto con la diputada Elena Vázquez, a que los parlamentarios recibieran como privilegio la pensión máxima, así como propuso la erradicación de todo tipo de privilegios de los representantes públicos.
Antonio Miguel Carmona fue candidato a alcalde de Madrid siendo por ello el mejor valorado en las encuestas. Su candidatura obtuvo 249 152 votos, que le dieron nueve concejales, seis menos que en las elecciones de 2011. Por el número de votos obtuvo el tercer puesto después del Partido Popular (563 292 votos) y de Ahora Madrid (519.210).
En aquellas elecciones municipales de 2015 el PSOE obtuvo en toda España el peor resultado de su historia a nivel nacional. En Madrid la candidatura de Carmona logró sin embargo el mejor resultado de las cuatro grandes capitales.
La campaña electoral no estuvo exenta de polémica. Tras la defenestración de Tomás Gómez como secretario general del PSOE de Madrid, Carmona solo pudo contar con dos concejales de su equipo en la lista. Las diferencias internas entre los socialistas protagonizaron una campaña muy abrupta. En el debate de candidatos, Carmona llegó a acusar a Esperanza Aguirre de “madre de la corrupción”.
Fue sin embargo la misma Esperanza Aguirre quien ofreció, tras las elecciones, sus votos a Antonio Miguel Carmona para que fuera alcalde de Madrid, cuestión que el socialista rechazó acatando la decisión de la dirección del PSOE quien prefirió una candidata afín a Podemos, Manuela Carmena, al frente del consistorio. La posibilidad de entrar en el gobierno de Carmena también supuso un punto de fricción entre los socialistas. Eso y las diferencias internas en el proceso de primarias federal, dio lugar a que fuera apartado del cargo de portavoz del Grupo Municipal Socialista por parte del secretario de Organización del PSOE tras ofrecerle el puesto de senador, el cual rechazó. Carmona renunció también a ser secretario general del PSOE de Madrid, dando su apoyo a su amigo José Manuel Franco, quien fuera además el director de su campaña.
Años más tarde, en 2018, según una encuesta de La Sexta TV, Antonio Miguel Carmona seguía siendo el dirigente político madrileño mejor valorado. No en vano, en 2019 Carmona se presentó a las primarias a senador, siendo el más votado por parte de la militancia. No aceptando la dirección federal los resultados, se le ofreció entonces ir de diputado, cargo que rechazó.
En 2019 protagonizó una sonada persecución por las calles de Madrid a un maltratador, a quien redujo.

### Viajes y periodismo
Con tan solo 17 años visitó el Ulster encontrándose con dirigentes del IRA (Irish Republican Army). Tras el bombardeo de los Estados Unidos en 1986 de Libia, ese mismo mes de septiembre, con 23 años, logró introducirse en el país y entrevistar al coronel Gadafi, reportaje que publicó en el Diario Ya.
En 1987 viajó a Argel para entrevistarse con quienes posteriormente constituyeran células radicales islamistas. Ese mismo año visitó la República Árabe Saharaui Democrática pudiendo entrevistarse también con los dirigentes del Frente Polisario en primera línea del frente. Asistió en primera persona a la Caída del Muro de Berlín. Recorrió en avioneta la ruta de Ruy González de Clavijo hasta Samarcanda, siguiendo los pasos del explorador español del siglo XIV. Viajó también a Lesbos donde denunció en 2016 la situación de los refugiados sirios y afganos. La repercusión de su viaje a Haití supuso que lograra los fondos necesarios para reconstruir escuelas destruidas por el huracán Matthew
Comenzó participando en los debates políticos en la Cadena SER. Fue fundador y director del medio digital Diario Progresista desde 2011 y colabora habitualmente en otros dos periódicos digitales: El Plural y Diariocritico.com. En 2011 obtuvo el «Premio Nicolás Salmerón a los profesionales de la Comunicación» por su trabajo en Diario Progresista.
Antonio Miguel Carmona es conocido por su participación en numerosos programas de debate político españoles: Al Rojo Vivo2 y La Sexta Noche2 en La Sexta, Espejo Público en Antena 3, El programa de Ana Rosa en Telecinco 2, Aquí opinamos todos en Canal 33, El gato al agua en Intereconomía2. Fue protagonista de encendidos debates políticos en el programa 59 segundos de RTVE, La Noria o la tertulia política de Madrid opina en Telemadrid. Es además director y presentador de varios programas de radio en Radio Tentación. Fue retado por las populares presentadoras de televisión, Ana Rosa Quintana y María Teresa Campos, a cantar en sus programas, cosa que hizo en directo.
En 2012 participó en la película Ni pies ni cabeza de Antonio del Real. En el verano de 2019 se dirigió a musulmanes de Pakistán en idioma urdu exhortándoles a la paz, siendo retransmitido a millones de personas. Desde el 3 de septiembre de 2019, Carmona dirige el programa nocturno Solos en la noche de Radio Inter. En 2021, Carmona se convirtió en invitado habitual del programa Horizonte de Cuatro, presentado por Iker Jiménez. En una de sus intervenciones, como parte de un debate sobre la libertad de expresión, Carmona causó polémica cuando leyó en alto algunos comentarios críticos provenientes de Twitter y tildó de "idiota" a uno de sus autores.

### Actividad empresarial
Dirigente de diversas compañías trasnacionales, a los 25 años ocupó un cargo directivo en una de las empresas del Grupo 16. Su labor emprendedora se ha centrado, sin embargo, en las nuevas tecnologías. Creador de Diario Progresista, fue su director y editor desde 2011 hasta 2021. Formó también parte de la Asamblea General del Club Atlético de Madrid. Desde octubre de 2021 hasta noviembre de 2022 fue vicepresidente de la multinacional eléctrica Iberdrola , segunda compañía eléctrica privada del mundo . Este nombramiento suscitó en su momento una polémica en los medios de comunicación social sobre la práctica de las "puertas giratorias" por la que determinados políticos cesantes son designados por su partido para cargos directivos en empresas privadas.

## Distinciones y premios
- Premio Internacional Emperador Carlos V en 1992.[20]
- Premio Nicolás Salmerón 2014 a los Derechos Humanos.[53]
- Premio Antena de Plata 2010 a la mejor labor periodística[64]

## Libros publicados
- Economía e innovación (Prensa y Ediciones Iberoamericanas, Estados Unidos, 1992)
- Apuntes de Economía Española (Fundación Universitaria San Pablo CEU, Madrid, 1996)
- Economía para periodistas (Fundación Universitaria San Pablo CEU, Madrid, 1996)